# Aloe alexandrei
Aloe alexandrei är en grästrädsväxtart som beskrevs av Ellert. Aloe alexandrei ingår i släktet Aloe och familjen grästrädsväxter.
Artens utbredningsområde är Komorerna. Inga underarter finns listade i Catalogue of Life.